# مایا دانیلیان
مایا گورگنی دانیلیان (ارمنی: Մայա Գուրգենի Դանիելյան؛ انگلیسی: Maya Danielyan؛ ۱۹۳۶) یک بازیگر اهل ارمنستان است. وی بین سال‌های - تا - میلادی فعالیت می‌کرد.

## زندگی‌نامه
وی در ۱۹۳۶ به دنیا آمد . وی در تئاتر دراماتیک روسی صمد وورغون فعالیت کرده است. وی هم اکنون در سن پترزبورگ اقامت دارد.